# 상트 에릭스플란역
상트 에릭스플란(스웨덴어: S:t Eriksplan) 역은 바사스탄 지구에 있는 스톡홀름 지하철 그뢰나 선의 역이다. 1952년 10월 26일 개업하였다. 지하 8m에 승강장이 있으며, 역 내 집표기들은 두 곳으로 나뉘어 설치되어 있다. 세라믹 타일로 벽이 마감되어 있다. 출입구는 상트 에릭스플란 광장 방면, 토르스가탄 및 상트 에릭스가탄의 교차 지점에 하나 설치되어 있다.
스톡홀름 통근 열차의 카를베리 역과 환승 가능하며, 약 450m 떨어져 있다.

## 인접한 역
| 그뢰나 선                           | 그뢰나 선       | 그뢰나 선                                               |
| ----------------------------------- | --------------- | ------------------------------------------------------- |
| 프리드헴스플란 헤셀뷔 스트란드 방면 | T17 · T18 · T19 | 오덴플란 스카르프넥 · 파르스타 스트란드 · 학세트라 방면 |